# Ernst Triebel
Ernst Triebel (* 8. November 1932 in Graz; † 11. Juni 2017 ebenda) war ein österreichischer Organist, Dirigent und Komponist. Er war Professor an der Kunstuniversität Graz sowie Kirchenmusiker und Chorleiter der Grazer Stadtpfarrkirche.

## Leben

### Familie
Ernst Triebel war das älteste Kind des steirischen Organisten, Chorleiters und Volksschuldirektors Ferdinand Triebel (1907–1992). Er wuchs mit vier Geschwistern in Preding und St. Stefan ob Stainz auf.
1956 heiratete er Juliana Gradl (1929–1998) und 2009 Adolfine Nürnberger (1925–2013). Mit seiner ersten Frau, die Gesang studierte (Sopranistin), hatte er einen Sohn (Violinist) und eine Tochter (Cellistin). In den früheren Jahren bis zur Geburt des ersten Enkelkindes im Jahre 1984 trat oft auch die gesamte Familie musizierend auf.

### Volksschullehrer
Ernst Triebel besuchte bis zur fünften Klasse das Realgymnasium in Graz und trat dann in den zweiten Jahrgang der Lehrerausbildung ein. Nach der Matura an der Lehrerbildungsanstalt in Graz 1952 erhielt er die erste Anstellung mit Jahresbeginn 1953 in Schwanberg und hatte dann verschiedene Dienststellen als Volksschullehrer im Bezirk Deutschlandsberg inne.

### Studium
Noch während seiner Ausbildung als Lehrer studierte Ernst Triebel ab 1948 bei Franz Illenberger am Steiermärkischen Landeskonservatorium in Graz. 1957 legte er die Staatsprüfung im Hauptfach Orgel in Wien und 1962 die künstlerische Reifeprüfung (heute Diplomprüfung) in Graz ab. Ab 1956 nahm er an verschiedenen Orgeltagungen teil. Ab 1965 absolvierte er Meisterkurse bei Fernando Germani (in Siena und Rom) sowie bei Anton Heiller (in Wien), von 1966 bis 1972 Studien bei Michael Schneider an der Musikhochschule Köln.

### Organist, Chorleiter und Bratschist
Von 1955 bis 1966 war er Organist und Chorleiter in Deutschlandsberg. Dort führte er u. a. an Ostern 1958 die „Fünfte Messe“ von Anton Faist auf, am 25. und 26. Oktober 1958 Haydns Oratorium Die Schöpfung anlässlich dessen 150. Todestages, wobei die Solopartien von Juliana Triebel, Walter Greiner und Walter Schellauf gesungen wurden, und am 30. und 31. Mai 1962 Die Jahreszeiten, wobei als Gesangssolisten Juliana Triebel, Robert Behan und Harald Hermann wirkten.
Ernst Triebel spielte zudem Viola. Als Bratschist wirkte er auch im Streichquartett der städtischen Musikschule in Deutschlandsberg mit.
Als Kirchenmusiker übernahm Ernst Triebel im Jahr 1972/1973 den Aufbau des neuen Domchors in Graz. Nach etwas mehr als einem halben Jahr trat er mit Bachs Johannes-Passion an die Öffentlichkeit. Als Albert Anglberger nach einem Jahr seinen Posten als Domkapellmeister antreten konnte, hatte Ernst Triebel bereits den soliden Grundstock für einen Domchor gelegt.
Von 1981 bis 1998 zum Tod seiner Frau Juliana war Triebel Organist und Chorleiter an der Stadtpfarrkirche in Graz. U. a. am 20. Oktober 1985 war er auch der Einweihungsorganist der neuen Rieger-Orgel der Katholischen Kirche Johannes Bosco.

### Professur
Ab dem ersten April 1963 war Ernst Triebel Orgellehrer an der Abteilung für Kirchenmusik der Kunstuniversität Graz und ab 1967 Professor. 1974 wurde er zum außerordentlichen Hochschulprofessor und 1982 zum ordentlichen Hochschulprofessor ernannt. Von 1991 bis 1996 war er auch der Leiter des Kirchenmusik-Instituts der Kunstuniversität. Am 30. September 2001 emeritierte er.
Ernst Triebel war von der ersten Stunde an dabei, nachdem Philipp Harnoncourt 1963 die damalige Abteilung Kirchenmusik der Akademie für Musik und darstellende Kunst der heutigen Kunstuniversität Graz gegründet hatte. Dabei hatte er maßgeblich zur Entwicklung der Abteilung Kirchenmusik beigetragen, zum Ausbau des vollakademischen Studiums, das von Anfang an eingerichtet war, zum Ausbau der Infrastruktur mit geeigneten Instrumenten, an deren Auswahl und Konzeption er entscheidend beteiligt war. Viele Kurse hat er am Institut organisiert oder mitgetragen, so mit Josef Friedrich Doppelbauer, Petr Eben, Hans Haselböck, Peter Planyavsky, Michael Radulescu, Daniel Roth, Michael Schneider, Luigi Ferdinando Tagliavini und anderen. Am meisten aber lag ihm die gedeihliche Entwicklung der Studierenden am Herzen, denen er neben der profunden Ausbildung im Orgelspiel auf vielfältige Weise den Blick geweitet hat. U. a. Johann Assinger, Herbert Bolterauer, Franziska Hammer-Drexler, Johannes Ebenbauer, Peter Frisée, Otto Kargl, Eduard Lanner, Klaus Murauer, Wolfgang Pichler, Franz Karl Praßl, Armando Salarzar, Wolfgang Riegler-Sontacchi, Szabolcs Szamosi und Karin Tausch waren Schüler bei Triebel.

### Ehrenzeichen
Mit Beschluss vom 19. Juni 1998 verlieh ihm die Landeshauptstadt das Ehrenzeichen in Gold „in Anerkennung der besonderen Verdienste um die Stadt Graz“. In der diesbezüglichen Meldung des Magistrats hieß es: „Ernst Triebel … hat mit den wöchentlichen Konzertaufführungen im Juli und August einen Fixpunkt des Grazer Kulturlebens initiiert.“

## Wirken

### Orgelwerk Johann Sebastian Bach
Das gesamte Orgelwerk von Johann Sebastian Bach, das im Bach-Werke-Verzeichnis unter den Nummern 525–771, 1090–1120 (und 1128) verzeichnet ist, führte er in Graz zweimal zyklisch in den Jahren 1963 und 1973/1974 an zehn bzw. 14 Abenden auf. 1975 spielte er die Kunst der Fuge in der Grazer Stadtpfarrkirche.
Die stilgerechte Wiedergabe Alter Musik, mit deren Interpretationsmöglichkeiten er sich beschäftigte, war ihm genauso ein Anliegen wie die Darstellung der großen Werke der Romantik.
Außerdem war Triebel Interpret der Orgelwerke von Max Reger und Johann Nepomuk David, die auch mit dem Gesamtwerk vertreten sind. Waldemar Bloch im Jahre 1970 und Viktor Fortin im Jahre 2008 komponierten Orgelstücke für Ernst Triebel:
- Wachet auf, ruft uns die Stimme, Variationen und Fuge für Orgel (1970)
- Roccata für Orgel, Allegro non molto (2008)[7]

### Repertoire
Sein umfangreiches Repertoire umfasste große Choralvariationen und/oder Werke, vor allem von Johann Sebastian Bach, Ernest Bloch, Johann Nepomuk David, Josef Friedrich Doppelbauer, Maurice Duruflé, Hermann Grabner, Jean Guillou, Augustinus Franz Kropfreiter, Franz Liszt, Felix Mendelssohn, Dietmar Polaczek, Max Reger, Franz Schmidt, Friedrich Schröder und Charles-Marie Widor.

### Konzerte
In Graz machte sich Ernst Triebel einen Namen durch damals außergewöhnliche Aufführungen, so als Dreiundzwanzigjähriger 1955 mit Regers B-A-C-H, 1959 und anlässlich der Gründung der Akademie mit Regers Variationen fis-Moll an der Orgel im Stefaniensaal und weiteren Werken Regers, wie Choralfantasien „Wachet auf, ruft uns die Stimme“, „Halleluja! Gott zu loben“ und „Wie schön leuchtet der Morgenstern“.
Während seines Vorstellungskonzerts vom 1. März 1961 spielte Ernst Triebel Werke von Johann Sebastian Bach, Olivier Messiaen und Johann Nepomuk David. Am 6. Juni 1963, während der Erhebungsfeierlichkeiten des Steiermärkischen Landeskonservatoriums in Graz zur Akademie für Musik und darstellende Kunst, war er der Solist an der Orgel. Am 10. Mai 1966 spielte Triebel zum 50. Todestag von Max Reger. Die Neue Zeit würdigte ihn am 12. Mai 1966 wie folgt: „…, der vier von den bedeutendsten (und auch schwierigsten!) Werken … spielte. ... Seine großartige Einfühlung in den Geist der Werke und seine Meisterung der enormen technischen Schwierigkeiten (die einem schon bei einer rein pianistischen Auseinandersetzung, d. h. ohne Pedalspiel und Erarbeitung einer werkgerechten Registrierung, oft die Haare zu Berge stehen lässt) verlangen höchsten Respekt. ...“
Viele seiner Konzerte führten ihn über die Grenzen Österreichs hinaus, u. a. nach Pécs, Helsinki, Trondheim und Minsk.
2008 spielte Triebel zehn Konzerte mit Davids Chaconne in a-Moll, Regers Variationen in fis-Moll und der Toccata von Jean Guillou, 2009 Konzerte u. a. mit Regers B-A-C-H, Schmidts Toccata in C-Dur und dem Orgelkonzert von Francis Poulenc in Begleitung eines Streichorchesters. Im selben Jahr vollzog er während seines Konzerts im Grazer Dom auch die Uraufführung der Orgelrock-Toccata des österreichischen Komponisten Viktor Fortin (Roccata für Orgel, Allegro non molto, Orgelsolostück für Ernst Triebel gewidmet) aus dem Jahr 2008. Im Jahr 2011 gab er u. a. ein Konzert auf der Orgel des Klosters Engelberg, der größten Orgel der Schweiz.

### Rundfunk- und Schallplattenaufnahmen
Auch durch Rundfunk- und Schallplattenaufnahmen profilierte sich Triebel über die Grenzen Österreichs hinaus. U. a. erschien im Jahre 1970 die Schallplatte „Historische Orgeln“ (Christophorus, Freiburg im Breisgau), wobei Triebel auf den Orgeln in Trofaiach, Adriach, St. Erhard und Birkfeld spielte. 1980 wurde die Schallplatte „Die Orgel im Dom zu Graz“ veröffentlicht, auf der Ernst Triebel, Emanuel Amtmann und Hans Trummer mit Werken von Franz Schmidt, Joseph Haydn, Johann Joseph Fux, Girolamo Frescobaldi, Johann Sebastian Bach und Franz Liszt zu hören sind. 1985 erschienen die Schallplatte und Kassette „Weihnachten in der Stadtpfarrkirche Graz“, auf der Triebel den Chor der Stadtpfarrkirche Graz leitet und auch Orgel spielt. Darauf sind u. a. auch seine Frau Juliana als (Sopran) und sein Sohn als Geiger zu hören.